# Enrico Riccobon
Enrico Riccobon (* 29. März 1995) ist ein italienischer Mittelstreckenläufer, der sich auf den 800-Meter-Lauf spezialisiert hat.

## Sportliche Laufbahn
Erste internationale Erfahrungen sammelte Enrico Riccobon im Jahr 2013, als er bei den Junioreneuropameisterschaften in Rieti, bei denen er im 800-Meter-Lauf bis in das Halbfinale gelangte und schied dort mit 1:51,04 min aus. Auch bei den im Jahr darauf stattfindenden Juniorenweltmeisterschaften in Eugene gelangte er bis in das Halbfinale und schied dort mit 1:49,90 min aus. 2015 schied er bei den U23-Europameisterschaften in Tallinn mit 1:53,53 min im Vorlauf aus und 2017 nahm er im 1500-Meter-Lauf an den U23-Europameisterschaften in Bydgoszcz teil und schied dort mit 3:45,89 min in der ersten Runde aus. Zwei Jahre später wurde er bei der Sommer-Universiade in Neapel in 1:48,58 min Fünfter über 800 Meter und schied über 1500 Meter mit 3:48,85 min in der Vorrunde aus.
2019 wurde Riccabon italienischer Hallenmeister im 1500-Meter-Lauf.

## Persönliche Bestzeiten
- 800 Meter: 1:48,10 min, 30. Mai 2015 in Weinheim
  - 800 Meter (Halle): 1:49,20 s, 4. Februar 2019 in Stockholm
- 1500 Meter: 3:42,14 min, 24. Juni 2017 in Bilbao
  - 1500 Meter (Halle): 3:40,89 min, 5. Februar 2020 in Ostrava